# Achselkopf (Tegernseer Berge)
Der Achselkopf ist ein weitgehend alleinstehender Gipfel im südlichsten Teil der Tegernseer Berge. Er fällt nach Süden zum Walchental ab. Vom Schergenwieser Bergrücken ist er durch einen Sattel getrennt. Der licht bewaldete Gipfel lässt sich nur weglos erreichen, z. B. über die Nordseite vom Wirtsstadel-Jagdhaus aus.

## Galerie

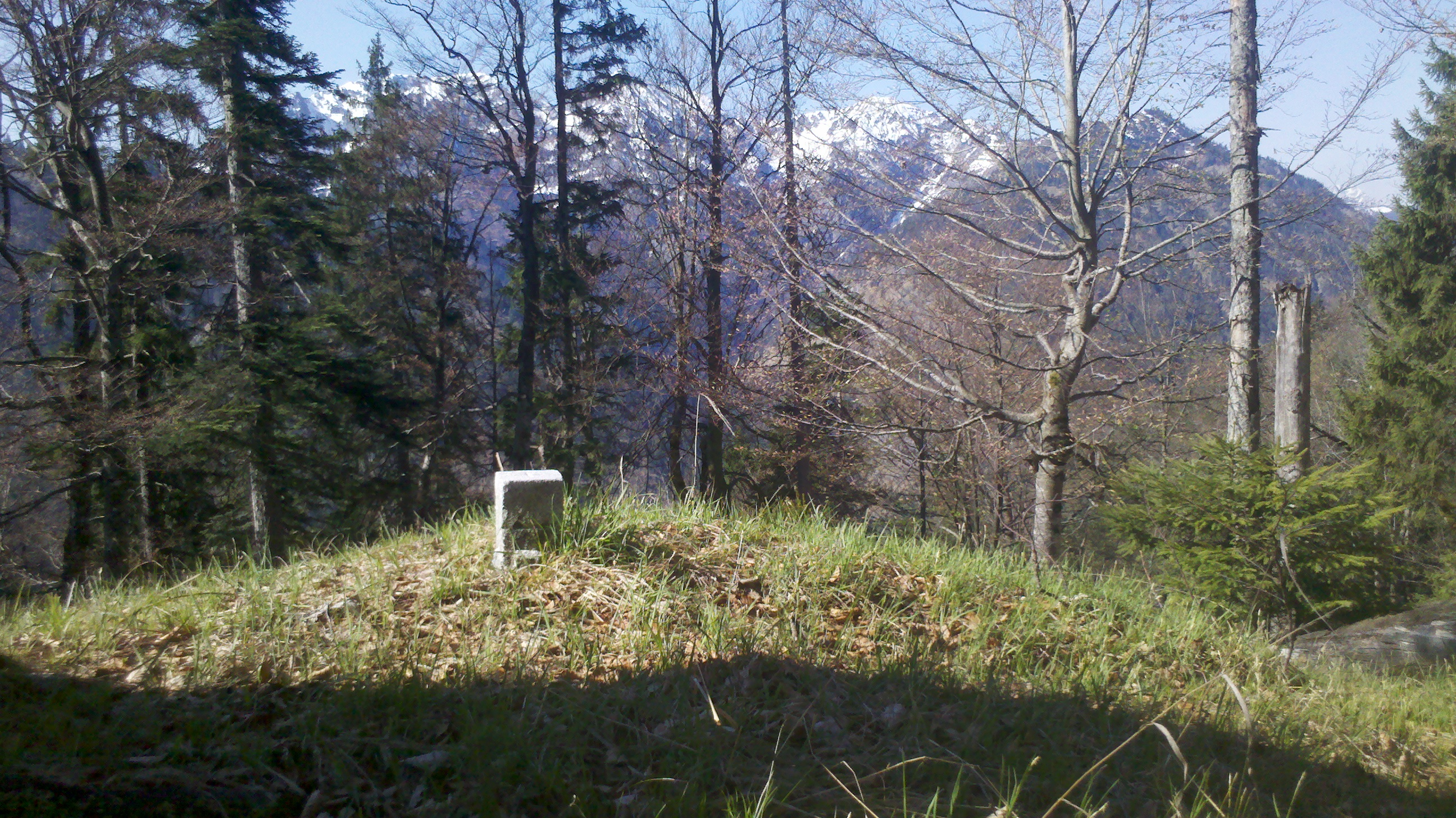
Gipfel mit trigonometrischem Punkt
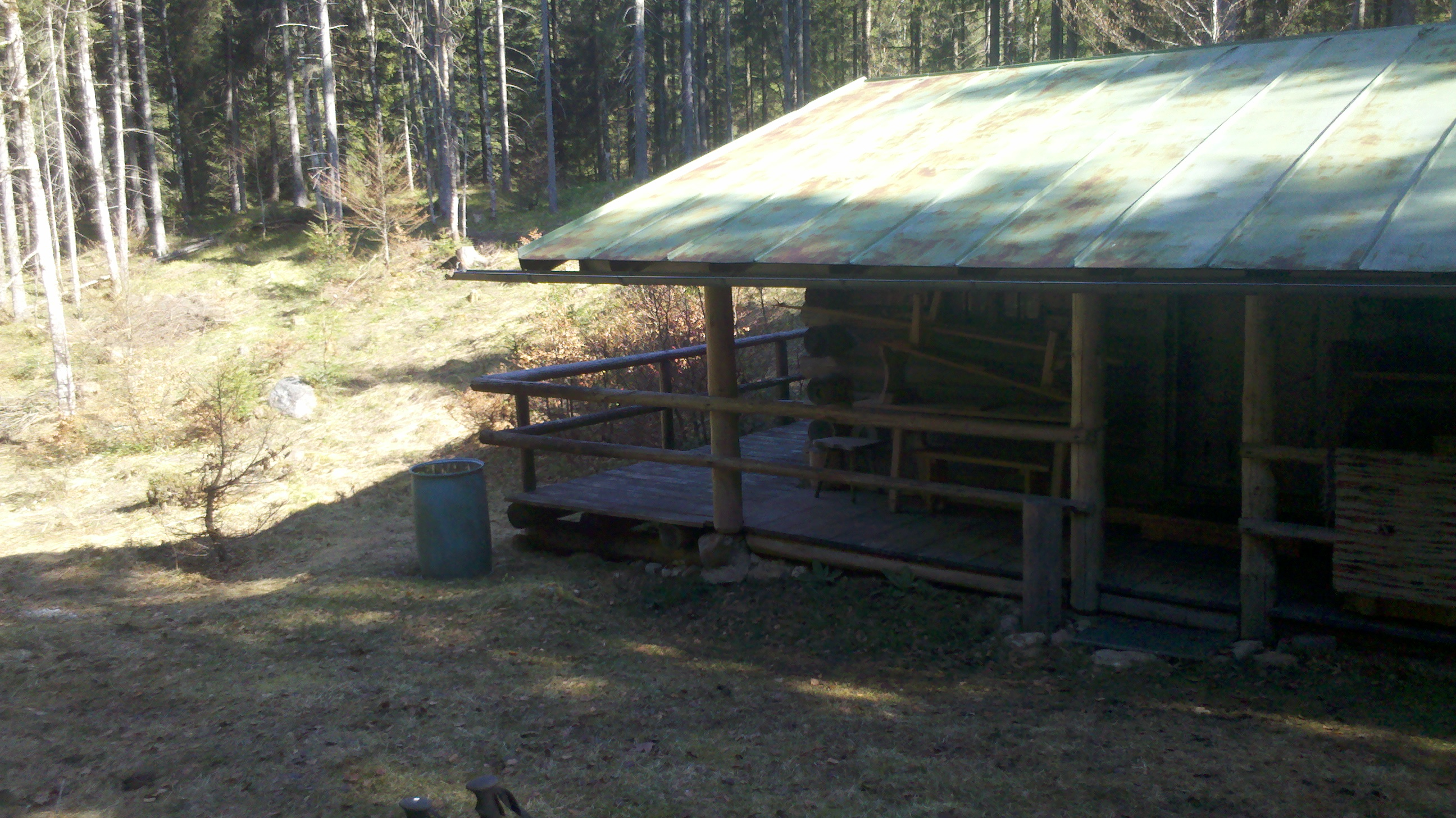
Wirtstadel-Jagdhaus, am Sattel zwischen Achselkopf und Brunstlahnerkopf